# Johannes Hansen (direktør)
 Denne artikel bør gennemlæses af en person med fagkendskab for at sikre den faglige korrekthed.
      – Viser referencerne det de er sat ind for at dokumentere ?  

 For alternative betydninger, se Johannes Hansen. (Se også artikler, som begynder med Johannes Hansen)
Johannes Frederik Hansen (født 31. maj 1904 i København, død 4. juli 1948 i Gentofte) var en dansk direktør, politiker og folketingsmand.

## Baggrund
Johannes blev født på Vesterbro 31. maj 1904 og døbt i Kristkirken 20. juni samme år. Han var barn af arbejdsmand Lars Peter Hansen og hustru Karen Marie Hansen, f. Sørensen.
Johannes gik i skole på Enghavevejens skole til og med 7. klasse. Han blev aldrig konfirmeret, da han blev meldt ud af folkekirken i 1925.
Privat var han gift med sin hustru Ingeborg, og de havde sammen datteren Birthe.

## Politisk karriere
Johannes var medlem af Socialdemokratiet og stillede flere gange op til folketingsvalg. Under valget i 1943 fik han 5.161 personlige stemmer, men det rakte ikke til en plads i folketinget. Valget i 1947 gik dog betydeligt bedre, da han endte med en plads i folketinget. Hans valgkreds var begge gange Præstø valgkreds.

## Død
Johannes døde 4. juli 1948 på Gentofte Sygehus, ikke engang et år inde i sin nye karriere som folketingsmand. Efter hans død blev hans plads i folketinget overtaget af Hans Erling Hækkerup.